# كورنيليوس دي. سكالي
كورنيليوس دي. سكالي هو سياسي أمريكي، ولد في 30 نوفمبر 1878 في Chartiers Township ‏ في الولايات المتحدة، وتوفي في 22 سبتمبر 1952 في وينشستر في الولايات المتحدة. نشط حزبياً في الحزب الديمقراطي. وقد انتخب عمدة بيتسبرغ ‏ (6 أكتوبر 1936 – 7 يناير 1946).